# Schiebelau
Der ehemalige Rittergutshof Schiebelau gehört zu Sulza im Saale-Holzland-Kreis in Thüringen.

## Geografie
Das ehemalige Rittergut Schiebelau liegt südlich von Sulza auf einem etwas höher liegenden Plateau zwischen der Saale- und Rodaaue in einem östlichen Waldzipfel. Östlich dieser Gutsgebäude wurden schon im vergangenen Jahrhundert Schrebergärten angelegt.

## Geschichte
Am 17. Juni 1316 wurde eine Person genannt, die sich nach Schiebelau nannte. Daher kann man davon ausgehen, dass der Ort zu dieser Zeit schon existierte. 1322 wurde wiederum ein Geistlicher mit Namen Schiebelau genannt. Der Ort selbst wurde erstmals 1378 mit dem dortigen Bewohner Albrecht Buler genannt. Ursprünglich war Schiebelau ein reguläres Bauerndorf, welches dann aber einging und in ein Rittergut umgewandelt wurde. Erste nachweisbare Besitzer waren wohl die Herren von Würzburg. Die Reihe der nachweisbaren Rittergutsbesitzer ist noch lückenhaft. Zu Beginn des 17. Jahrhunderts war hier Marx Goldstein auf dem Gut ansässig. 1815 ist Carl Gottlob Esche (* 19. Dezember 1787 in Limbach in Sachsen) als Erb-, Lehens- und Gerichtsherr Besitzer des Ritterguts Schiebelau. Er ist der Sohn von Johann Samuel Esche, Besitzer einer Strumpfwirkermanufaktur in Limbach in Sachsen. Um 1820 lag das Rittergut im Herzogtum Sachsen-Altenburg. Es verfügte über eine eigene Kirche, die zur Pfarrei Großbockedra in der Superintendentur Orlamünde gehörte. Der Versicherungswert von Schloss und Kirche betragen 6.400 Thaler. Zum Schloss gehörten Ländereien und umfangreiche Wälder, außerdem das Recht auf die Untersteuereinnahmen aus dem Dorf Sulza, das zum Gut gehörte. 1823 erfolgt die Zerschlagung des Rittergutes. 1838 wurde die Familie Esche als Inhaber des Patrimonialgerichtes Schiebelau genannt. Das Patrimonialgericht gehörte zum Amt Kahla und umfasste die Ober- und Erbgerichtsbarkeit über Schiebelau und Sulza. Gerichtsverwalter für die Familie Esche war der Advokat und Stadtschreiber August Wilhelm Hermann Lindner in Orlamünde. Von 1855 bis 1880 waren es die von Helldorf. Nach dem Zweiten Weltkrieg wurde dieser Betrieb enteignet. Nach der deutschen Wiedervereinigung betreut eine Agrargenossenschaft das Land.